# 四氟化铬
四氟化铬是一种无机化合物，化学式 CrF4。

## 制备
铬或CrCl3粉末在350-500 °C与氟气反应会形成CrF4 和 CrF5的化合物。冷却后，CrF4沉淀为清漆状的棕色小珠。